# Artur Kaps
Artur Kaps (auch Artur Kaps-Schönfeld, Künstlername in Spanien Cástor * 29. Februar 1908 (Anm.) in Wien; † 23. Januar 1974 in Barcelona) war ein österreichischer Theaterdirektor und Autor.

## Leben und Werk
Kaps debütierte als Schauspieler in einer Kinderrolle bei einer Aufführung von Wilhelm Tell. Nach einem Schauspielstudium an der Wiener Theaterakademie verlegte er sich auf die Arbeit als Regisseur klassischer Bühnenstücke. Darüber hinaus aber war er auch als Autor tätig. Kaps schrieb, zumeist mit einem Co-Autor, Texte zu Wienerliedern und Schlagern für bekannte Wiener Interpreten wie Hans Moser und Erich Kunz. So stammt der Text zu Ernst Arnolds Wienerlied „Wann der Herrgott net will nutzt es garnix“ von ihm. Mit Robert Gilbert zusammen textete er als Rudolph Bertram Schlager wie „Schade, kleine Frau“ (T: Rudolph Bertram [das sind: Robert Gilbert und Artur Kaps], Musik von Bruno Uher) und „Die semmelblonde Sennerin“ (Musik: Rob. Stolz, Text: Rudolph Bertram), mit Hans Robinger zusammen „Oh Mucki, Mucki oh !“ (M: Peter de Rose), schrieb aber auch die Worte zu dem Wienerlied „Walzermelodie’n sind ein Gruß aus Wien“, dessen Melodie von Anna Maria Chorinsky-Hardegg stammt.
Im Wien der 1930er Jahre rief Kaps Revuen ins Leben, in denen populäre österreichische Künstler wie z. B. Hermann Leopoldi mit eigenen Couplets auftraten. 1933 schrieb er gemeinsam mit Fritz Grünbaum drei Revuen für das „Moulin Rouge“: „Wien, alles aussteigen“, „Verliebe dich täglich“ (Musik: H. Leopoldi und B. Uher), „Wir senden Liebe“ (M: B. Uher und Karl Inwald). 1934/35 verfasste er drei Revuen für das Kabarett „Simpl“: „Wir zeichnen hochachtungsvoll“ (M: Robert Schwarz), Was ist gefällig? (M: B. Uher), Setzt euch, Kinder! (M: Robert Schwarz). Seine Revue Alles für’s Herz eine Ausstattungsrevue in 31 Bildern mit Leo Stoll und Franz Joham, Karré le Baron mit Mayon und Drei Wiener Strassensängern und der Hoch- und Deutschmeister-Regimentskapelle Nr. 4. – kam 1938 auch nach Deutschland und wurde in Berlin an der »Scala« aufgeführt. Kaps schrieb zusammen mit Ernst Arnold, Fritz Löhner-Beda und Regisseur Hubert Marischka auch das Drehbuch zu dem Spielfilm Das Glück wohnt nebenan (A 1939), der in Deutschland unter dem Alternativtitel Drunt’ in der Lobau hab’ ich ein Mädel geküßt gezeigt wurde. Die originale Filmmusik hatte Fred Raymond komponiert.
Mit der Theatertruppe „Die Wiener“, die er 1934 gegründet und seitdem geleitet hat, tourte Kaps nach dem „Anschluss“ Österreichs 1938 durch Europa. Anfang der 1940er Jahre kamen Los Vieneses nach Spanien, wo sie im Coliseum von Madrid und im teatro cómico von Barcelona auftraten; in letzterem führten sie am 1. Mai 1942 ihre Revue Todo por el corazón („Alles für’s Herz“) auf.
Hier stießen zu Kaps und dem Komiker Franz Joham noch der italienische Schauspieler Gustavo Re und die Artistin Herta Frankel, welche vorher als Tänzerin an der Wiener Staatsoper und bei italienischen Revuen gearbeitet hatte und die Kaps Frau werden sollte. Die vier Künstler beschlossen, einerseits aufgrund ihres Erfolges, andererseits der politischen Lage wegen, endgültig in Spanien zu bleiben, und ließen sich in Barcelona nieder. Dort hießen sie auf Katalanisch Els Vienesos. Am 1. September 1950 gastierte die Revue „Alles für’s Herz“ unter der Regie von Artur Kaps aus Barcelona noch einmal in Deutschland, diesmal am Thalia-Theater in Hannover.
Als 1956 in Spanien das Fernsehen aufkam, fanden Kaps und seine Truppe darin ein neues Betätigungsfeld. Gleich zu Anfang inszenierte Kaps dort bunte, aus lustigen, cuadros genannten Sketchen zusammengesetzte Unterhaltungssendungen, mit denen er beim Publikum auf Gegenliebe traf; allerdings wurden sie von der Franco-Zensur überwacht, die weder geschlechtliche noch politische Anspielungen durchgehen ließ. Programme wie Amigos del martes (1961–1964), Fiesta con nosotros (1962), Noche de estrellas (1964–1965), Noches de Europa (1968–1969) und Esta noche con… (1969–1970), die von der Sängerin und Schauspielerin Conchita Bautista moderiert wurden, prägten eine ganze Epoche in der spanischen Fernsehgeschichte. Darüber hinaus leitete Kaps bis zu seinem Tod auch das Teatro scala in Barcelona.
Seine Frau, die Artistin und Puppenspielerin Herta Frankel (* Wien, 24. März 1913) entwickelte in den 1960er Jahren für das Kinderprogramm des spanischen Fernsehens eigene Puppentrickfilme, die sie mit ihrer Produktionsgruppe „Marionetarium“ realisierte. Sie liefen unter dem Titel El pais de la fantasia und wurden auch im deutschen Fernsehen gezeigt. Hier hießen die Programme Unsere Freundin Violeta nach der Hauptfigur, einer kleinen Maus, die ‘im Lande der Phantasie’ wohnt. Die Figur wurde des Weiteren auch zur Heldin von Kinderbüchern, die Anfang der 1970er Jahre in Deutschland auf den Markt kamen. Die Geschichten darin hatte Herta Frankel geschrieben. Kaps starb 1974 in Barcelona. Seine Frau Herta Frankel folgte ihm 1996 nach. Beide sind auf dem Cementiri de Montjuïc in Barcelona begraben.

## Tonaufnahmen
- Wenn Der Herrgott Net Will (Arnold – Kaps) Erich Kunz, Bariton und das „Kemmeter-Faltl“ Schrammelorchester. Columbia DW 5155 (mx. CHA 1023)
- Wenn Der Herrgott Net Will (Arnold – Kaps) Hans Moser. Mit Wiener Schrammelorchester unter Ltg. v. Bruno Seidler-Winkler. Electrola E.G.7160 (ORA 4880)
- Wenn Der Herrgott Net Will (Arnold – Kaps) Ernst Arnold. Die Wiener Konzertschrammeln. Polydor H 50 244 A
- Wenn Der Herrgott Net Will (Arnold – Kaps) Hans Moser. Vinyl, 7" Single Polydor – 52 370 NH. Country: Germany. Released: 1964 (discogs.com)
- Drunt’ in der Lobau. Wiener Lied (Heinrich Strecker, Text von Dr. Fritz Löhner-Beda) Tenor Max Kuttner m. Orchester unter Ltg. v. Otto Dobrindt. Beka 36 809, aufgen. 1928 (youtube.com)
- Am Besten hat’s ein Fixangestellter (H. Leopoldi, Text v. Peter Herz & Hanns Haller) Betja Milskaja & Hermann Leopoldi mit Klavierbegleitung. HMV BA 512 (OVH 55-I) (youtube.com)
- Schade, kleine Frau. Fox Trot ([Musik: Bruno] Uher. Text: Bertram und Kaps). Comedian Harmonists, Gesangsquintett mit Klavier. Electrola E.G. 3180 (Matr.-Nr. ORA 66-III): aufgen. Berlin, 10. September 1934
- „Oh Muki Muki Oh“, Foxtrot (De Rose, Text von Kaps und Robinger) Oscar Joost Tanz-Orchester, Refrain: Luigi Bernauer. Polydor 17 147-A , aufgen. Juli 1935
- Walzermelodie'n sind ein Gruß aus Wien. Wiener Lied (A.M. Chorinsky-Hardegg, Text: Artur Kaps u. Hans Robinger) Prater Quartett in Grevenbroich April 2009 (youtube.com)